# Мауро Бертареллі
Мауро Бертареллі (італ. Mauro Bertarelli, нар. 15 вересня 1970, Ареццо) — італійський футболіст, що грав на позиції нападника. По завершенні ігрової кар'єри — тренер.

## Клубна кар'єра
Народився 15 вересня 1970 року в місті Ареццо в родині футболіста Джуліано Бертареллі, який грав в цей час там за однойменний клуб «Ареццо».
Мауро почав займатись футболом в містечку Єзі, де спочатку грав за аматорську команду «Аврора» (Єзі), а потім перейшов у професіональний клуб з Серії С2 «Єзіну». Влітку 1988 року його забрали до головної команди провінції, клубу «Анкона», де він провів сезон, виступаючи виключно за молодіжний склад, а сезон 1989/90 провів в оренді у «Ріміні» в Серії C2. Повернувшись в «Анкону», від відіграв за неї два наступні сезони в Серії Б, причому у другому сезоні 1991/92 він допоміг клубу вийти в Серію А, забивши 9 голів.
Влітку 1992 року молодим гравцем зацікавився «Ювентус», який придбав гравця, але відразу ж віддав його разом із Еудженіо Коріні, Мікеле Сереною та Ніколою Дзаніні в клуб «Сампдорія», як частина оплати по переходу Джанлуки Віаллі до складу туринців. Мауро відіграв за генуезький клуб наступні чотири сезони своєї ігрової кар'єри, але не мав високої результативності, втім забив кілька значимих голів, зокрема у «Ліхтарному дербі» проти «Дженоа», допомігши своїй команді розгромно перемогти 4:1 свого принципового суперника, а також у фіналі кубка Італії 1994 року у ворота свого попереднього клубу «Анкони», допомігши своїй команді здобути трофей.
Ця перемога дозволила клубу кваліфікуватись на Кубок володарів кубків 1994/95, в рамках якого 29 вересня 1994 року в домашній грі проти норвезького «Буде-Глімта» Бертареллі в зіткненні з голкіпером суперника Ронні Вестадом Мауро отримав серйозну травму лівого коліна — розрив хрестоподібної зв'язки, через яку повернувся поле тільки через півтора року, навесні 1996 року, зігравши ще 8 ігор за клуб. Втім так і не повернувшись на свій колишній рівень, Бертареллі був відданий в оренду в клуб Серії Б «Емполі», де грав протягом сезону 1996/97 років і допоміг команді вийти в елітний дивізіон, але через проблеми зі здоров'ям так і не став основним гравцем.
Завершив професійну ігрову кар'єру у клубі Серії Б «Равенна», за яку виступав протягом 1997—2002 років. Загалом за кар'єру Бертареллі провів 52 виступи і 5 забивголів у Серії А і 169 матчів і 27 голів у Серії Б.

## Виступи за збірні
Протягом 1991–1992 років залучався до складу молодіжної збірної Італії і став у її складі молодіжним чемпіоном Європи 1992 року, забивши гол у чвертьфіналі проти Чехословаччини. На молодіжному рівні зіграв у 5 офіційних матчах, забив 2 голи.
1993 року у складі збірної до 23 років взяв участь у футбольному турнірі на Середземноморських іграх, де зіграв 2 матчі і забив один гол у груповому етапі в ворота Марокко (2:0), а італійці стали четвертими на турнірі.

## Кар'єра тренера
Розпочав тренерську кар'єру, повернувшись до футболу після невеликої перерви, 2011 року, розпочавши працювати з молодіжними командами «Анкони», де пропрацював з 2011 по 2017 рік.
З 2017 року став працювати з юнаками клубу «Чивітановезе».

## Титули і досягнення
- Володар Кубка Італії (1):

«Сампдорія»:  1993-94
- Чемпіон Європи серед молодіжних команд (2):

Італія U-21: 1992